# Cultura musteriană
Cultura musteriană s-a dezvoltat in perioada paleoliticului mijlociu (cca. 120.000 - 35.000 î.C.), fiind singura cultură caracteristică acestei perioade în România, fapt dovedit de straturile foarte groase de depuneri materiale (de exemplu, la Baia de Fier: 1,40 m., la Ohaba și Nandru câte 2 m, cu trei respectiv patru niveluri de depuneri, iar la Ripiceni-Izvor : 5 m cu șase niveluri de locuire).
Apar tipuri noi de unelte: dăltița, vârful și răzuitoarea (mai ales în forma literei D). Pentru prima oară apar unelte de os.
Prin particularitățile așezărilor și ale utilajului litic s-au deosebit mai multe variante ale musterianului din România (în Moldova, în Dobrogea, în peșterile din Carpații Meridionali și în Țara Oașului), determinate îndeosebi de oscilațiile climatice, de materia primă și de tehnica de cioplire existentă. Oamenii ce reprezentau această cultură erau oamenii de Neanderthal, tipul de tranziție spre neoantrop (urme osteologice s-au găsit în peșterile Ohaba-Ponor și Baia de Fier).
În această perioadă numărul așezărilor crește în toate zonele țării. Existența unor locuiri îndelungate în același punct, ca și intensa utilizare a focului sugerează apariția unor comunități cu un grad sporit de stabilitate.